# Polkville, Mississippi
Polkville là một thành phố thuộc quận Smith, tiểu bang Mississippi, Hoa Kỳ. Năm 2010, dân số của thành phố này là 833 người.

## Dân số
- Dân số năm 2000: 650 người.
- Dân số năm 2010: 833 người.